# Syndicat des travailleuses et travailleurs du sexe
 (novembre 2013).
Si vous disposez d'ouvrages ou d'articles de référence ou si vous connaissez des sites web de qualité traitant du thème abordé ici, merci de compléter l'article en donnant les références utiles à sa vérifiabilité et en les liant à la section « Notes et références ».
Le Syndicat des travailleuses et travailleurs du sexe (STTS) est un syndicat genevois, créé en 2012, qui défend les travailleurs du sexe.

## Présentation
L'assemblée constituante réunissant près de 80 personnes a eu lieu le 13 septembre 2012 aux Pâquis à l'initiative de Angelina Tibocha qui est devenue présidente du syndicat. L'action du syndicat se veut complémentaire à celle d'Aspasie (Genève), l'association de défense des prostituées fondée en 1982 par Grisélidis Réal. 
Le syndicat lutte sur trois fronts principaux :
- le combat contre l'insécurité ;
- la lutte contre les loyers abusifs ;
- la concurrence déloyale des prostituées européennes.